# 北村照文
北村 照文（きたむら てるふみ、1957年1月7日 - ）は、神奈川県・横浜市港北区出身の元プロ野球選手（外野手、右投右打）・コーチ。
現役時代は俊足・好守が持ち味で、その華麗な外野守備からマスコミなどでは「鳥人」と形容された。

## 来歴・人物
武相高では、1974年夏の甲子園県予選準々決勝に進むが、原辰徳らのいた東海大相模高に惜敗。高校同期に須田清見がいた。
高校卒業後は、社会人野球のキャタピラー三菱を経て三菱名古屋に入社。1978年の都市対抗野球では、電電東京との1回戦で大会史上初となるサイクルヒットを記録する。翌年の都市対抗野球にも出場するが、東芝府中との1回戦で石毛宏典（プリンスホテルから補強）に先制本塁打を喫し敗退。
1979年のプロ野球ドラフト会議で阪神タイガースから3位指名を受け入団。
即戦力ルーキーとして期待され、開幕一軍入りを果たす。1982年に中堅手の定位置を獲得、翌1983年には初めて規定打席（33位、打率.260）に到達した。俊足好守の外野手で、1982年から2年連続でダイヤモンドグラブ賞を獲得。しかし打力に課題があり、その後は弘田澄男の入団、吉竹春樹の台頭で激しいポジション争いが続く。1985年の西武ライオンズとの日本シリーズでは吉竹の控えに回るが第5戦では先発、2安打を放ち球団初の日本一に貢献した。
1988年途中、金森永時との交換トレードで西武ライオンズに、1990年シーズン開幕直後には鈴木康友との交換トレードで中日ドラゴンズにそれぞれ移籍した。1992年限りで現役引退。引退試合は10月9日にナゴヤ球場で行われたが、対戦相手が当時ヤクルトと熾烈な優勝争いを展開していた古巣阪神であり、1-0で阪神に引導を渡した試合での胴上げに、北村本人は複雑な心境であったという。
引退後は中日で二軍外野守備・走塁兼トレーニングコーチ（1993年）→二軍走塁コーチ（1994年）を務め、その後は古巣・阪神にスカウトとして復帰。東海地区を担当後に関東地区の担当スカウトを務め、久保田智之、岩貞祐太の獲得に貢献した。
2016年12月7日、来シーズンからベースボール・チャレンジ・リーグの福井ミラクルエレファンツの監督に就任することが内定したと発表された。1シーズン指揮を執ったが、2017年10月2日に一身上の都合で退団することが発表された。監督としての成績は、全5チーム中、前期・後期共に3位であった。
2020年より、埼玉県の社会人野球チーム・深谷組硬式野球部のチーフコーチに就任。2021年も引き続きコーチとして携わっていたが、同部は2022年2月に休部した。

## 選手としての特徴・人物
強肩で知られる北村は、センターとして出場していた1987年6月16日のナゴヤ球場での対中日戦で、ゴロでセンターに抜けた当たりを放った鈴木孝政を一塁でアウトにする（記録はセンターゴロ）という離れ業をやってのけるなど、数々の逸話を残している。
1982年4月16日、対巨人1000試合の含まれる3連戦初戦、1点リードの9回表2死二塁に代走二宮至を置いて代打松本匡史がライト前にヒット。ここでライトを守っていた北村がものすごい返球で二宮を本塁で刺した。この時の送球の軌道は、本塁手前でホップしているように見えるほどの剛速球であった。
1985年4月13日開幕の対広島戦（広島市民球場）で、木下富雄の隠し球に引っ掛って痛恨のミスを喫した。
1985年10月10日の対ヤクルト戦（甲子園）で、小川淳司の左中間ラッキーゾーンのホームラン性の打球を華麗なジャンピングキャッチして見せた。
走りのスペシャリストという印象も強く、それ故に本塁のクロスプレーが真骨頂であったが、キャッチャーとの乱闘も多かった。また相手のキャッチャーが先輩だろうと気が強く、巨人の吉田孝司とのクロスプレーで北村のヘッドスライディングでホームインした胴体の上に吉田が覆い被さる形になった時も（記録はセーフ）、先輩の吉田の体を払いのけて立ち上がったりする場面に吉田が怒りを露にする時があった。また、1984年4月18日の対中日戦（甲子園）で本塁クロスプレーを巡り中尾孝義と乱闘になり、先輩の中尾の股間を2回膝蹴りし、双方退場となる。
阪神時代の応援歌は後年、「背番号5の強肩・好守の中堅手」を受け継いだ新庄剛志に受け継がれた。
現在、阪神タイガースの背番号5の中堅手は近本光司に受け継がれている。

## 詳細情報

### 年度別打撃成績
| 年 度      | 球 団      | 試 合 | 打 席 | 打 数 | 得 点 | 安 打 | 二 塁 打 | 三 塁 打 | 本 塁 打 | 塁 打 | 打 点 | 盗 塁 | 盗 塁 死 | 犠 打 | 犠 飛 | 四 球 | 敬 遠 | 死 球 | 三 振 | 併 殺 打 | 打 率 | 出 塁 率 | 長 打 率 | O P S |
| ---------- | ---------- | ----- | ----- | ----- | ----- | ----- | -------- | -------- | -------- | ----- | ----- | ----- | -------- | ----- | ----- | ----- | ----- | ----- | ----- | -------- | ----- | -------- | -------- | ----- |
| 1980       | 阪神       | 65    | 92    | 85    | 19    | 22    | 7        | 0        | 1        | 32    | 6     | 1     | 3        | 1     | 1     | 3     | 1     | 2     | 21    | 0        | .259  | .297     | .376     | .673  |
| 1981       | 阪神       | 100   | 182   | 167   | 19    | 40    | 8        | 1        | 1        | 53    | 16    | 8     | 5        | 5     | 1     | 7     | 0     | 2     | 28    | 4        | .240  | .277     | .317     | .594  |
| 1982       | 阪神       | 125   | 379   | 329   | 50    | 81    | 10       | 5        | 4        | 113   | 17    | 25    | 10       | 26    | 1     | 22    | 0     | 1     | 62    | 5        | .246  | .295     | .343     | .638  |
| 1983       | 阪神       | 116   | 425   | 354   | 58    | 92    | 12       | 2        | 9        | 135   | 29    | 26    | 10       | 31    | 1     | 38    | 0     | 1     | 45    | 3        | .260  | .332     | .381     | .714  |
| 1984       | 阪神       | 94    | 212   | 193   | 25    | 44    | 6        | 2        | 5        | 69    | 17    | 9     | 7        | 6     | 1     | 10    | 0     | 2     | 30    | 4        | .228  | .272     | .358     | .629  |
| 1985       | 阪神       | 114   | 311   | 256   | 54    | 67    | 14       | 0        | 3        | 90    | 19    | 21    | 6        | 25    | 0     | 27    | 0     | 3     | 37    | 4        | .262  | .339     | .352     | .691  |
| 1986       | 阪神       | 99    | 266   | 242   | 36    | 58    | 10       | 2        | 7        | 93    | 21    | 9     | 3        | 7     | 0     | 15    | 0     | 2     | 30    | 3        | .240  | .290     | .384     | .674  |
| 1987       | 阪神       | 106   | 363   | 319   | 45    | 79    | 16       | 1        | 8        | 121   | 23    | 12    | 4        | 16    | 4     | 21    | 0     | 3     | 55    | 3        | .248  | .297     | .379     | .676  |
| 1988       | 阪神       | 11    | 12    | 11    | 3     | 2     | 1        | 0        | 1        | 6     | 1     | 0     | 0        | 0     | 0     | 1     | 0     | 0     | 1     | 0        | .182  | .250     | .545     | .795  |
| 1988       | 西武       | 29    | 15    | 12    | 2     | 3     | 0        | 0        | 0        | 3     | 1     | 1     | 1        | 1     | 0     | 2     | 0     | 0     | 1     | 1        | .250  | .357     | .250     | .607  |
| '88計      | 西武       | 40    | 27    | 23    | 5     | 5     | 1        | 0        | 1        | 9     | 2     | 1     | 1        | 1     | 0     | 3     | 0     | 0     | 2     | 1        | .217  | .308     | .391     | .699  |
| 1989       | 西武       | 77    | 23    | 19    | 2     | 2     | 1        | 0        | 0        | 3     | 1     | 1     | 1        | 1     | 0     | 3     | 0     | 0     | 7     | 0        | .105  | .227     | .158     | .385  |
| 1990       | 中日       | 65    | 47    | 42    | 12    | 9     | 4        | 0        | 2        | 19    | 5     | 1     | 2        | 1     | 0     | 4     | 0     | 0     | 10    | 2        | .214  | .283     | .452     | .735  |
| 1991       | 中日       | 48    | 32    | 27    | 8     | 6     | 2        | 0        | 0        | 8     | 2     | 0     | 0        | 2     | 0     | 3     | 1     | 0     | 8     | 0        | .222  | .300     | .296     | .596  |
| 1992       | 中日       | 3     | 0     | 0     | 0     | 0     | 0        | 0        | 0        | 0     | 0     | 0     | 0        | 0     | 0     | 0     | 0     | 0     | 0     | 0        | ----  | ----     | ----     | ----  |
| 通算：13年 | 通算：13年 | 1052  | 2359  | 2056  | 333   | 505   | 91       | 13       | 41       | 745   | 158   | 114   | 52       | 122   | 9     | 156   | 2     | 16    | 335   | 29       | .246  | .303     | .362     | .655  |

- 各年度の太字はリーグ最高

### 表彰
- ダイヤモンドグラブ賞：2回 （外野手部門：1982年、1983年）

### 記録
初記録
- 初出場：1980年4月8日、対中日ドラゴンズ1回戦（ナゴヤ球場）、9回表にマイク・ラインバックの代走として出場
- 初安打：1980年4月18日、対読売ジャイアンツ1回戦（後楽園球場）、8回表に新浦壽丈から
- 初先発出場：1980年5月3日、対中日ドラゴンズ3回戦（阪神甲子園球場）、8番・右翼手として先発出場
- 初本塁打・初打点：1980年5月4日、対中日ドラゴンズ4回戦（阪神甲子園球場）、7回裏に土屋正勝から2ラン

節目の記録
- 1000試合出場：1990年9月15日、対広島東洋カープ25回戦（広島市民球場）、7番・中堅手として先発出場 ※史上292人目

### 背番号
- 5 （1980年 - 1988年途中）
- 12 （1988年途中 - 1990年途中）
- 37 （1990年途中 - 1992年）
- 90 （1993年 - 1994年）
- 88 （2017年）

## 脚註
1. 1 2 3 4 5 6  プロ野球人名事典 2003（2003年、日外アソシエーツ）、185ページ
2. ↑  来季監督内定のお知らせ - 福井ミラクルエレファンツ（2016年12月7日）
3. 1 2  北村監督退任のお知らせ（2017年10月2日）福井ミラクルエレファンツ公式サイト 2017年10月11日閲覧。
4. ↑  “2020年度活動スタート！”.   深谷組硬式野球部 (2020年2月1日). 2020年9月4日閲覧。
5. ↑  “2021年スタッフご紹介①”.   深谷組硬式野球部 (2021年1月20日). 2022年7月29日閲覧。
6. ↑  【『アレ』頼んまっせ】１９８５年のＶ戦士　阪神ＯＢ・北村照文氏、伝説のセンターゴロは岡田監督のおかげだった？！（1/2ページ） - サンスポ
7. ↑  【『アレ』頼んまっせ】１９８５年のＶ戦士　阪神ＯＢ・北村照文氏、伝説のセンターゴロは岡田監督のおかげだった？！（2/2ページ） - サンスポ
8. ↑  阪神Ｖ秘話、隠し球敗戦で全コーチに罰金／吉田義男 - プロ野球写真ニュース : 日刊スポーツ
9. ↑  【カープOBを回る旅】スタッフも焦った未公開シーン【未公開動画】【木下富雄】【プロ野球OB】 - YouTube